# 舍内
舍内（法語：Cheney，法語發音：[ʃənɛ]）是法国勃艮第-弗朗什-孔泰大区约讷省的一个市镇，属于阿瓦隆区。

## 地理
舍内（47°54'27"N, 3°56'52"E）面积5.95 平方千米，位于法国勃艮第-弗朗什-孔泰大區约讷省，该省份为法国中北部内陆省份，西接卢瓦雷省，西北接塞纳-马恩省，南至涅夫勒省，东临科多尔省，东北与奥布省接壤。
与舍内接壤的市镇（或旧市镇、城区）包括：利涅尔、达讷穆瓦讷、莫洛姆、特龙舒瓦、韦济讷。

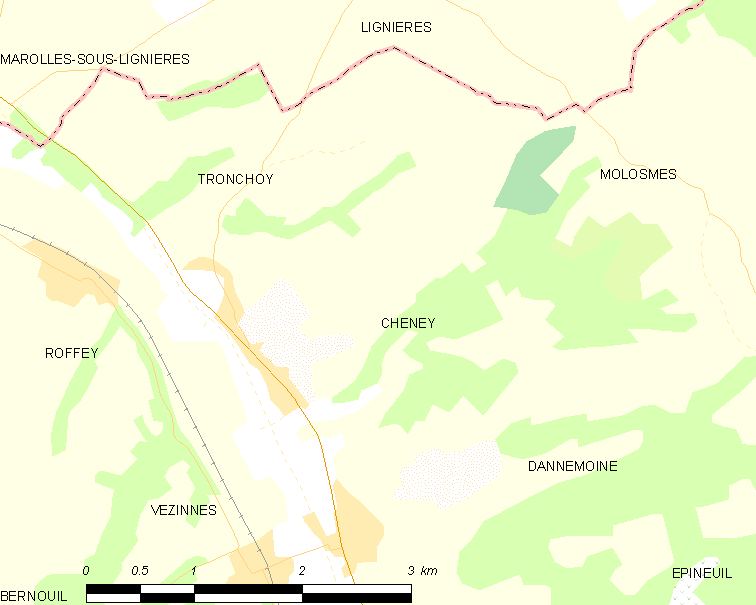
舍内的OSM定位图

舍内的时区为UTC+01:00、UTC+02:00（夏令时）。

## 行政
舍内的邮政编码为89700，INSEE市镇编码为89098。

## 政治
舍内所属的省级选区为托内鲁瓦县。

## 人口

1962-2008年间舍内人口变化图示

舍内于2022年1月1日时的人口数量为234人。